# Уайтхед, Финн
Финн Уайтхед (англ. Fionn (/fin/) Whitehead, род. 18 июля 1997 года, Лондон) — британский актёр кино и телевидения, получивший известность после появления в фильме Кристофера Нолана «Дюнкерк».

## Биография
Финн Уайтхед родился в Лондоне 18 июля 1997 года. Своё имя он получил в честь героя ирландских легенд Финна Маккула. Актёрскую карьеру Уайтхед начал в 13 лет, сыграв на сцене театра Orange Tree. Позже, учась в колледже Ричмонд-апон-Темз, он принимал участие в летнем образовательном курсе Национального молодёжного театра Великобритании. Вплоть до 2015 года Уайтхед работал в кофейне в лондонском районе Ватерлоо, а в свободное время ходил на все прослушивания, на которые мог попасть.
В 2016 году актёр дебютировал на телевидении в телесериале ITV «ОН», где исполнил главную роль. В 2017 году Уайтхед был выбран на главную роль в фильме «Дюнкерк» режиссёра Кристофера Нолана. Режиссёру с самого начала понравилась простая и искренняя манера игры Финна Уайтхеда, которого он охарактеризовал как «молодого Тома Кортни». Через несколько недель после окончания работы в «Дюнкерке» Финн начал съемки в драме Ричарда Эйра «Удивительная миссис Мэй», где его партнёрами стали Эмма Томпсон и Стэнли Туччи. В 2018 году Уайтхед появился в интерактивном полнометражном эпизоде «Брандашмыг» телесериала-антологии «Чёрное зеркало».

## Фильмография
| Год       |   | Русское название           | Оригинальное название      | Роль                      |
| --------- | - | -------------------------- | -------------------------- | ------------------------- |
| 2016—2016 | с | Он                         | HIM                        | «Он»                      |
| 2017      | ф | Дюнкерк                    | Dunkirk                    | Томми                     |
| 2017      | ф | Удивительная миссис Мэй    | The Children Act           | Адам Генри                |
| 2017—2017 | с | Квиры                      | Queers                     | монолог «A Grand Day Out» |
| 2018      | ф | Чёрное зеркало: Брандашмыг | Black Mirror: Bandersnatch | Стефан Батлер             |
| 2019      | ф | Дороги                     | Roads                      | Гиллен                    |
| 2019      | ф | Порт-Аторити               | Port Authority             | Пол                       |
| 2020      | с | Внутри девятого номера     | Inside No. 9               | Габриэль                  |
| 2020      | ф | Не говори никому           | Don't Tell a Soul          | Мэтт                      |
| 2020      | ф | Герцог                     | The Duke                   | Джеки Бантон              |
| 2021      | ф | Эмили                      | Emily                      | Бренуэлл Бронте           |
| 2021      | ф | Поколение Вояджер          | Voyagers                   | Зак                       |
| 2023      | с | Большие надежды            | Great Expectations         | Пип                       |

## Комментарии
1. ↑  Согласно ирландской транскрипции.